# August Burns Red
Gli August Burns Red (spesso abbreviati in ABR) sono un gruppo metalcore statunitense formatosi a Lancaster, Pennsylvania, nel 2003. 
La formazione attuale della band è composta dal chitarrista John Benjamin "JB" Brubaker, dal chitarrista ritmico Brent Rambler, dal batterista Matt Greiner, dal cantante Jake Luhrs e dal bassista Dustin Davidson. La band è stata nominata al Grammy Award alla miglior interpretazione metal nel 2016 per la canzone Identity, dall'album Found in Far Away Places, e di nuovo nel 2018 per Invisible Enemy, dall'album Phantom Anthem.

## Storia del gruppo

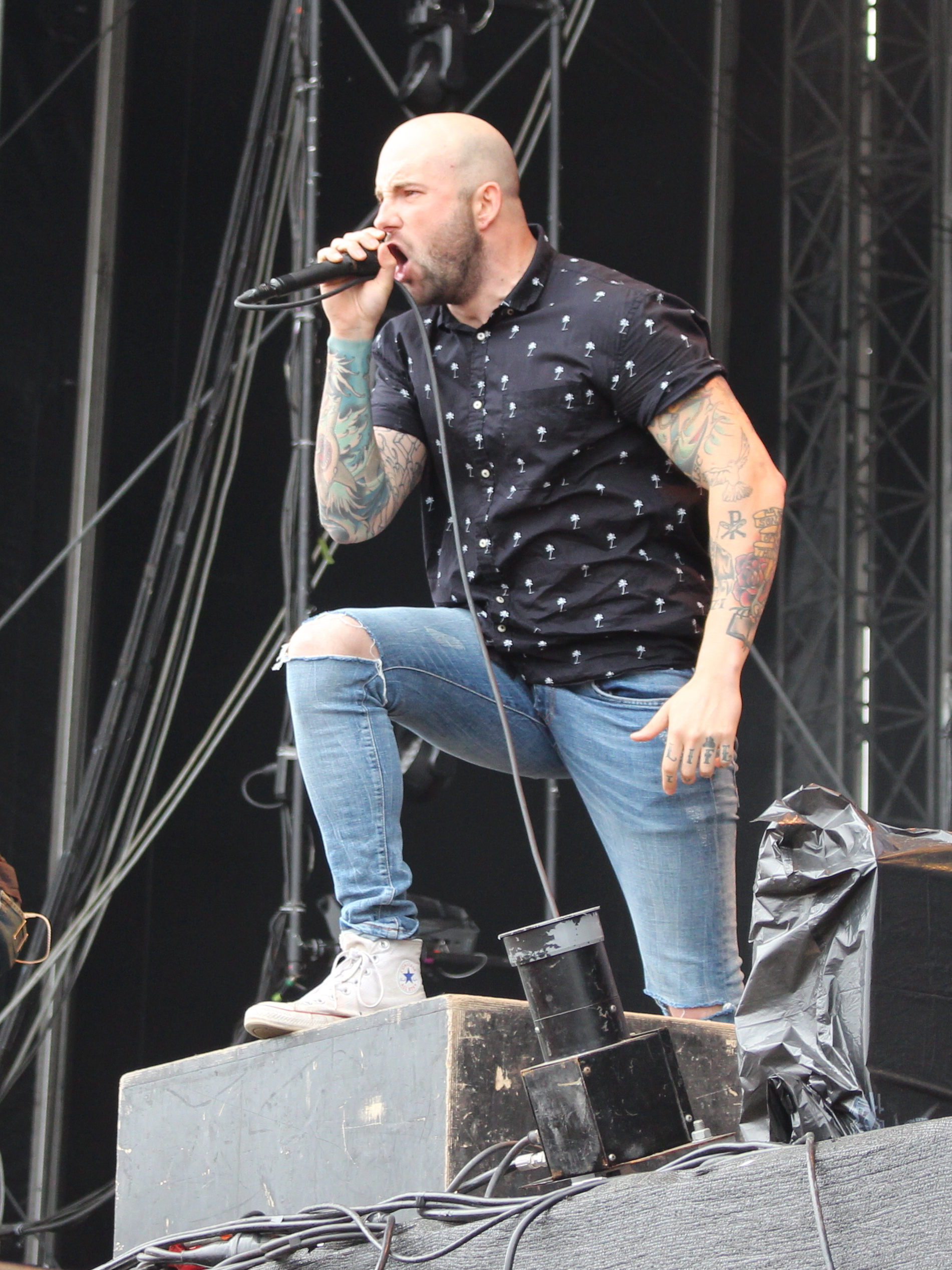
Gli August Burns Red in concerto nel 2016

Gli August Burns Red si formano nel marzo del 2003 nella loro città natale, Lancaster. Decidono di chiamare la loro band con questo nome per via di un macabro fatto, accaduto ai tempi delle scuole superiori: il loro primo vocalist, Jon Hershey, prima di aggiungersi alla band usciva con una ragazza di nome August. Poiché la storia stava andando un po' fuori controllo lui decise di porle fine; la ragazza, invece di essere triste ed amareggiata, andò su tutte le furie. Jon all'epoca aveva un cane di nome Redd, un setter irlandese dal pelo rosso; August, in un momento di follia, si recò a casa sua e bruciò Redd vivo nella sua cuccia. Il giorno seguente, i giornali titolarono sulla prima pagina "August Burns Redd". e Jon essendo molto affezionato al proprio cane aveva sempre in mente quei titoli e propose di usare questo triste ricordo come nome per la band.
Dopo la registrazione del loro primo EP, "Looks Fragile After All", ed un anno di concerti, gli ABR firmano un contratto con la Solid State Records. Successivamente esce "Thrill Seeker", il primo album della band.
Il vero successo nella scena metalcore arriva però nel 2007, quando la band pubblica "Messengers", album che vende oltre 75 000 copie e sale all'81º posto nella classifica di Billboard 200.
Dopo questo risultato, il gruppo decide allora di dedicarsi a concerti con i maggiori esponenti del genere metalcore, come As I Lay Dying, Architects e Misery Signals.
Parteciparono inoltre a diversi tour in compagnia dei Bring Me the Horizon, A Day to Remember, Lamb of God, Job for a Cowboy, Parkway Drive e Enter Shikari e a molti eventi come il Download Festival nel 2008 e nel 2010 e al Warped Tour.
Nel 2009 esce il terzo album di studio, "Constellations", che riscuote un grande successo tra i fan della band, seguito due anni dopo dall'altrettanto acclamato "Leveler".
Nel 2012  partecipano al Gods of Metal nella giornata che vede l'unica tappa italiana del primo tour dei Black Sabbath dopo la reunion del 2011. Gli stessi Black Sabbath si sono poi ritirati a causa della malattia che ha colpito il chitarrista Tony Iommi, cedendo il posto al solo Ozzy Osbourne e la sua band.
Il 9 ottobre 2012 è uscito il loro quinto album, chiamato "August Burns Red Presents: Sleddin' Hill"; come intuibile dal titolo in quest'album sono presenti unicamente canzoni natalizie, sia nuove che vecchie (come "Carol of the Bells" e "Little Drummer Boy", già presenti in altre loro raccolte). In occasione del Record Store Day 2013, hanno poi pubblicato uno split con i Silverstein intitolato Four Minutes Being Cool.
Il loro quinto album Rescue & Restore è uscito il 25 giugno 2013, seguito esattamente due anni dopo da Found in Far Away Places, sesto album di inediti anticipato dal singolo Ghosts, realizzato con la partecipazione vocale di Jeremy McKinnon degli A Day to Remember.
Il 5 agosto 2014, è stato annunciato che la band aveva firmato per i Fearless Records e Found in Far Away Places sarebbe stato disponibile per il pre-ordine il 13 aprile 2015 insieme al loro nuovo singolo "The Wake".
La band ha iniziato il Frozen Flame Tour dal 22 gennaio all'8 marzo 2015 insieme a Miss May I, Northlane, Fit for a King ed ERRA, per 39 spettacoli in Canada e negli Stati Uniti, sponsorizzati da Rockstar Energy.

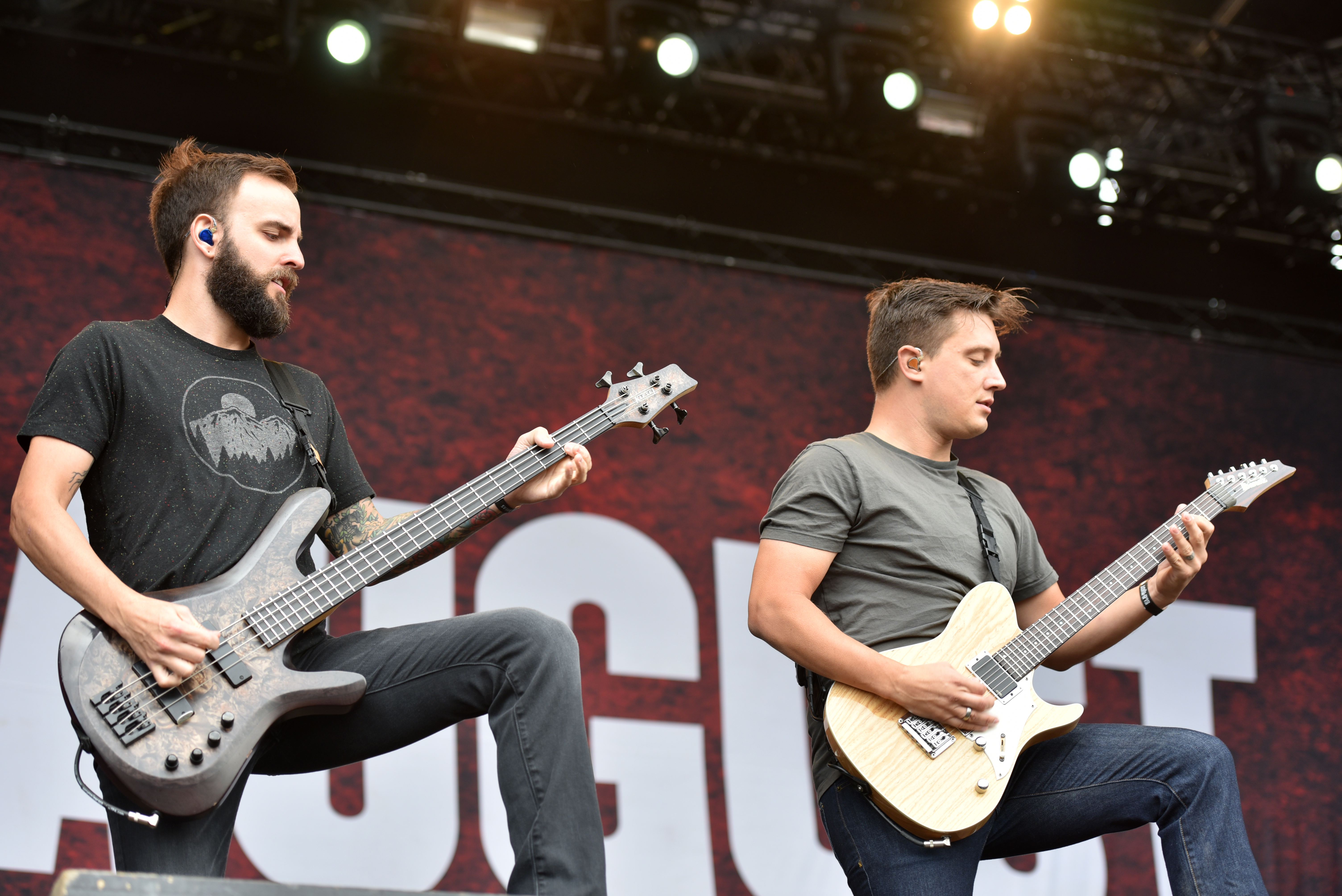
Brent Rambler e Dustin Davidson in concerto

Il 7 dicembre 2015 gli August Burns Red sono stati nominati per un Grammy Award nella categoria "Best Metal Performance" per la loro canzone "Identity".
Il 21 novembre 2016, un teaser per il tour 10th Anniversary di Messengers in Europa e negli Stati Uniti è stato caricato sulla pagina Facebook della band. Il tour è iniziato il 4 gennaio 2017 con artisti di supporto, Protest the Hero e In Hearts Wake. Il 26 luglio 2017, gli August Burns Red hanno annunciato il suo nuovo album, Phantom Anthem, pubblicato il 6 ottobre 2017. Il primo singolo dell'album, "Invisible Enemy", è stato presentato in anteprima sul SiriusXMLiquid Metal mostra lo stesso giorno dell'annuncio dell'album. Il 28 novembre 2017, è stato inoltre annunciato che la band era stata nominata per un altro Grammy Award in "Best Metal Performance" per "Invisible Enemy".
Nel 2019, la band inizierà il Constellations 10th Anniversary World Tour dal 21 giugno a dicembre. La band andrà in tournée in Nord America durante l'estate, andrà in Australia ad ottobre e finirà il tour in Europa a novembre.
Il 6 febbraio 2020, gli August Burns Red hanno pubblicato il suo primo singolo, "Defender", dal loro prossimo nono album in studio, Guardians, che è stato pubblicato il 3 aprile 2020. Il 26 febbraio, la band pubblicò il secondo singolo dell'album intitolato "Bones". Il 26 marzo, una settimana prima della pubblicazione dell'album, la band pubblicò il loro terzo singolo "Paramount".

## Stile e immagine

### Stile musicale e influenze
Gli August Burns Red sono generalmente riconosciuti come una band metalcore, ed è stato anche detto che condividono elementi metal progressivi. La band è anche identificata come una band metalcore melodica. Le canzoni degli August Burns Red presentano spesso riff di chitarra altamente melodici, segnature e guasti tecnici o dispari, con una varietà di influenze tra cui Meshuggah, Pelican, The Dillinger Escape Plan, Between the Buried and Me e Misery Signals. A differenza di altri cantanti melodici metalcore, Jake Luhrs generalmente non mescola voci pulite con la sua voce sporca, sebbene occasionalmente includa parti di parole pronunciate. Ad esempio, la loro traccia "Spirit Breaker" mostra Luhrs che legge una lettera. Tuttavia, ciò è cambiato quando la band ha pubblicato Phantom Anthem, che presentava per la prima volta la voce pulita di Luhrs in alcune canzoni, in particolare "Coordinates" e successivamente in "Lighthouse" dal loro recente album Guardians, che presentava un coro dal canto pulito.
Mentre il gruppo ha dichiarato che non gli dispiace essere classificato come metalcore, Brubaker ha sviluppato un disgusto per molte delle band del genere: "Sento che chiunque può prendere e suonare una chitarra e imparare a suonare un riff metalcore e qualsiasi batterista può imparare a suonare un thrash beat." Musicalmente, il gruppo ha incorporato strumenti strumentali come il violoncello e il violino, allo stesso tempo presenta elementi di canzoni come interludi ispirati alla musica classica, spingendo i confini di ciò che è considerato "metalcore". Molte delle loro canzoni non contengono cori, a differenza di altre band della scena metalcore.

### Nome della band

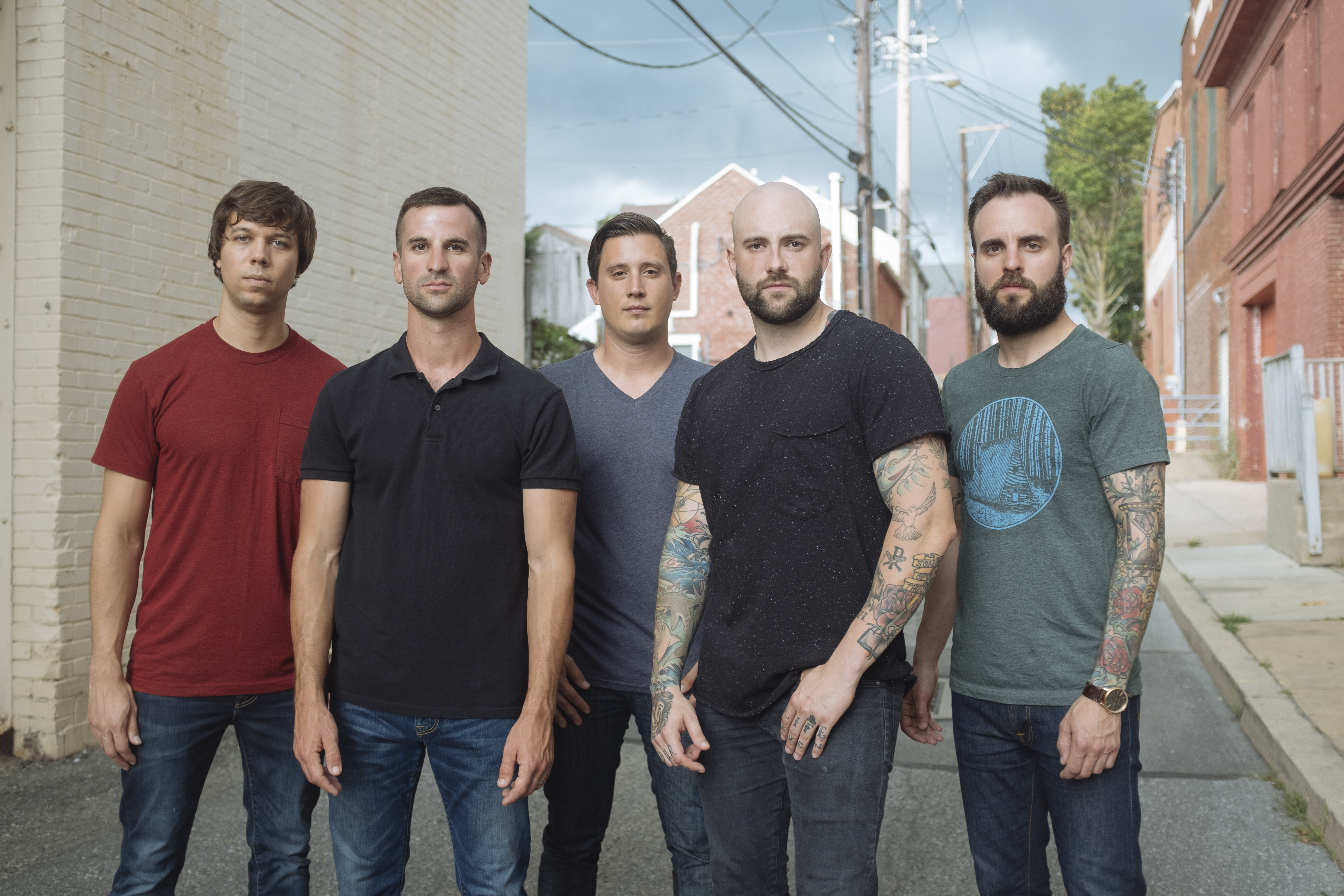
Gli August Burns Red nel 2017

Ai membri della band è stato chiesto in molte occasioni l'origine del nome della loro band e hanno dato numerose storie diverse. La storia più popolare dietro il nome è un incidente che coinvolge Jon Hershey, il cantante originale della band, quando uscì con una donna di nome August che bruciò il suo cane Redd vivo nella sua cuccia.
Tuttavia, in un'intervista radiofonica è stato in seguito rivelato che questo significato (insieme ad altri) era semplicemente una storia comica creata dai membri e che non vi è alcun significato reale dietro il nome della band.

## Formazione

### Formazione attuale
- Jake Luhrs – voce
- JB Brubaker – chitarra
- Brent Rambler – chitarra
- Dustin Davidson – basso
- Matt Greiner – batteria

### Ex componenti
- Jon Hershey – voce
- Josh McManness – voce
- Jordan Tuscan – basso

## Discografia

### Album in studio
- 2005 – Thrill Seeker
- 2007 – Messengers
- 2009 – Constellations
- 2011 – Leveler
- 2012 – August Burns Red Presents: Sleddin' Hill
- 2013 – Rescue & Restore
- 2015 – Found in Far Away Places
- 2017 – Phantom Anthem
- 2020 – Guardians
- 2023 – Death Below

### EP
- 2003 – August Burns Red EP
- 2004 – Looks Fragile After All
- 2009 – Lost Messengers: The Outtakes
- 2013 – Four Minutes Being Cool